# Người Mỹ gốc Slovakia
Người Mỹ gốc Slovakia (tiếng Anh: Slovak Americans, tiếng Slovak: Slovenskí Američania) là người Mỹ của có nguồn gốc từ tổ tiên từ Slovakia. Trong cuộc điều tra dân số năm 1990, người Mỹ gốc Slovakia chiếm phần lớn thứ ba trong các nhóm dân tộc Slav. Hiện tại có khoảng 790.000 người gốc Slovakia sống ở Hoa Kỳ.

## Nhân khẩu
Hầu hết người Slovakia thích sống ở các thành phố, vì các thành phố thuận tiện và nhanh hơn vùng đồng quê, lưu lượng thông tin nhanh và phát triển kinh tế, vì vậy tất cả họ đều di cư đến các thành phố lớn ở Hoa Kỳ, đặc biệt là để mở rộng toàn bộ ngành lao động giá rẻ, và họ không Sợ công việc vất vả. Vì lý do này, hầu hết người Slovak định cư ở miền đông Hoa Kỳ, trong khi Pennsylvania chiếm một nửa số người Slovak ở Hoa Kỳ, đặc biệt là các thành phó ở Pennsylvania đông dân cư, các khu vực quan trọng khác của người di cư Slovak là Ohio, New Jersey, New York và Illinois. Hầu hết người Slovak đã định cư ở những nơi người Slovak sống. Trên thực tế, từ năm 1908 đến 1910, tỷ lệ gia đình và bạn bè sống ở các khu định cư Slovakia đã cao, đạt 98,4%.